# Ross Stripling
Thomas Ross Stripling (né le 23 novembre 1989 à Bluebell, Pennsylvanie, États-Unis) est un lanceur droitier des Dodgers de Los Angeles de la Ligue majeure de baseball.

## Carrière
Joueur des Aggies de l'université A&M du Texas, Ross Stripling est repêché deux fois : par les Rockies du Colorado au 9e tour de sélection de la séance de repêchage amateur de 2011, puis en 5e ronde du repêchage de 2012 par les Dodgers de Los Angeles, avec qui il signe son premier contrat professionnel. 

### Dodgers de Los Angeles
Il ne joue pas en 2014 après une opération Tommy John au coude droit, et joue son premier match dans le baseball majeur le 8 avril 2016 comme lanceur partant des Dodgers face aux Giants de San Francisco sans avoir passé par le niveau AAA des ligues mineures. Stripling lance alors 7 manches et un tiers sans coup sûr mais est retiré du match en début de 8e manche après avoir accordé son 4e but-sur-balles de la rencontre, une décision controversée du gérant Dave Roberts, jugeait son lanceur trop fatigué pour continuer. La décision de Roberts prive Stripling de la chance de devenir le second lanceur de l'histoire après Bumpus Jones en 1892 à lancer un match sans coup sûr à son premier match joué dans les majeures. La recrue est aussi privée de la victoire puisque l'avance de 2-0 que détenaient alors les Dodgers est effacée par le coup de circuit de Trevor Brown, premier frappeur à affronter Chris Hatcher, envoyé sur le monticule en relève à Stripling.